# Coro Alpino Lecchese
Il Coro Alpino Lecchese è  un coro di ispirazione popolare di sole voci maschili, fondato nel 1951 da un gruppo di giovani che si riunivano presso l'oratorio San Luigi di Lecco. Il primo presidente è stato Don Giuseppe Tagliabue ed il primo maestro Danilo Bertani dalla fondazione al 1964. A lui è succeduto il maestro Angelo Mazza che ha diretto il gruppo dal 1965 al 1972 per poi lasciare la guida al maestro Francesco Sacchi dal 1973 al 2016.
Dal 2016 ad oggi alla guida del coro è preposto il maestro Francesco Bussani.
Il coro è composto da 35 elementi.
Il 20 dicembre 2007 si è esibito al Concerto della Coralità di Montagna tenutosi presso la sala della Lupa di Montecitorio - Camera dei deputati di Roma presentando i brani: "El Resegun" - "La sposa morta" - "La Valle".

## Riconoscimenti
- 1963 - Lecco - Terzo classificato IX concorso nazionale canti della montagna
- 1965 - Lecco - Secondo classificato XI concorso nazionale canti della montagna
- 1967 - Ivrea - Primo classificato al concorso regionale
- 1967 - Seregno - Primo classificato al concorso canti della montagna
- 1967 - Lecco - Primo classificato al XIII concorso canti della montagna
- 1968 - Vittorio Veneto - Primo classificato e vincitore assoluto fra tutte le categorie del trofeo "Vittorio d'oro" del 2º concorso nazionale canti popolari e di montagna
- 2004 - Lecco - il coro è stato insignito della medaglia d'argento del Comune di Lecco